# 2020년 하계 올림픽 포르투갈 선수단
2020년 하계 올림픽 포르투갈 선수단은 2021년 7월 23일부터 8월 8일까지 일본 도쿄에서 열린 2020년 하계 올림픽에 참가한 올림픽 포르투갈 선수단이다.
포르투갈은 2021년 7월 23일부터 8월 8일까지 도쿄에서 열리는 2020년 하계 올림픽에 참가했다. 당초 2020년 7월 24일부터 8월 9일까지 열릴 예정이었으나 코로나19 범유행으로 인해 대회가 연기되었다. 포르투갈 선수들은 1912년 포르투갈이 데뷔한 이래 하계 올림픽의 모든 대회에 출전해 왔다.
이번 올림픽은 포르투갈 대표단이 총 4개의 메달을 획득하여 1984년 로스앤젤레스 대회와 2004년 아테네 올림픽의 3개 메달을 넘어선 가장 성공적인 올림픽이었다. 포르투갈은 사상 처음으로 각 종목에서 최소 1개의 메달을 획득하고 시상대에 올랐다. 동일한 게임에서 두 개 이상의 스포츠에 참여한다.

## 출전 선수
| 종목         | 남자 | 여자 | 전체 |
| ------------ | ---- | ---- | ---- |
| 육상         | 7    | 13   | 20   |
| 카누         | 6    | 2    | 8    |
| 사이클       | 2    | 2    | 4    |
| 승마         | 2    | 2    | 4    |
| 체조         | 1    | 1    | 2    |
| 핸드볼       | 14   | 0    | 14   |
| 유도         | 2    | 6    | 8    |
| 조정         | 2    | 0    | 2    |
| 요트         | 4    | 1    | 5    |
| 사격         | 1    | 0    | 1    |
| 스케이트보드 | 1    | 0    | 1    |
| 서핑         | 1    | 2    | 3    |
| 수영         | 5    | 4    | 9    |
| 탁구         | 3    | 2    | 5    |
| 태권도       | 1    | 0    | 1    |
| 테니스       | 2    | 0    | 2    |
| 트라이애슬론 | 2    | 1    | 3    |
| 전체         | 56   | 36   | 92   |

## 같이 보기
- 올림픽 포르투갈 선수단